# Лондонски споразум (1915)
Лондонски споразум, или Лондонски уговор, био је тајни споразум који су закључиле Уједињено Краљевство, Француска, Русија с једне стране и Италија с друге стране 26. априла 1915. године, а како би се Италија навела да ступи у Први свјетски рат на страни Тројне антанте.  Споразум је укључивао обећања италијанске територијалне експанзије на рачуна Аустроугарске, Османског царства и на простору Африке, гдје је обећано проширење њених колонија. Земље Антанте су се надале да ће приморати Централне силе — нарочито Аустроугарску и Њемачку — да одвуку дио својих трупа са постојећих бојишта. Антанта се такође надала да ће Румунија и Бугарска бити охрабрене да им се придруже, након што Италија учини исто.
Италија је у мају 1915. објавила рат Аустроугарској, али је чекала годину дана да исти објави и Њемачкој, због чега су Француска и Уједињено Краљевство негодовале. На Париској мировној конференцији након рата, Сједињене Америчке Државе су извршиле притисак да се споразум поништи као супротан принципу самоопредјељења. Нови споразум сачињен на конференцији смањио је територијалне добити обећена споразумом: Италија је добила Трентино и Јулијску крајину, поред окупације града Валоне и острва Додеканез. Италија је била приморана да питање границе са новооснованом Краљевином Срба, Хрвата и Словенаца ријеши билатералним Рапалским споразумом. Италија је тако добила Истру и град Задар као енклаву у Далмацији, заједно са неколико стрва дуж источне обале Јадранског мора. Антанта је повукла обећање да ће Италији обезбједити проширење колонијалних посједа и дио Анадолије.
Исход Париске мировне конференције преобразили су италијански национални ратни жар у и националистичку огорченост коју је заговарао Габријеле Д’Анунцио, по којем је исход италијанског рата била осакаћена побједа. Предводио је успјешан марш ветерана и незадовољних војника на луку Ријеку — на коју је Италија полагала право, што је Антанта порицала. Тај потез је постао познат као Кварнерски напор (итал. Impresa di Fiume), а Д’Анунцио у граду је прогласио краткотрајно италијанско намјесништво за Кварнер — прије него што га је италијанска војска протјерала, да би се могла успоставити Слободна Држава Ријека. Намјесништво за Кварнер било је значајно у развоју италијанског фашизма.

## Позадина
Убрзо након избијања Првог свјетског рата, силе Тројне антанте — Русија, Француска и Уједињено Краљевство — настојале су да привуку више савезника на своју страну. Први покушај Антанте да са Италијом (дио Тројног пакта) успостави савезништво био је у августу и септембра 1914. године. Ствар је постала уско повезана са тадашњим настојањима да савезништво успостави и са Бугарском или барем да се обезбиједи њена неутралност, у замјену за територијалне уступке Србије, која је била савезница Антанте. Као компензација, Србији су обећане територије које су тада биле у саставу Аустроугарске — конкретно Босна и Херцеговина и излаз на Јадранско море у Далмацији.

## Преговори

### Прве понуде
Преговори између Антанте и Италије од августа до септембра 1914. вођени су на руску иницијативу. Само дан након што је Италија прогласила неутралност, италијански амбасадор у Русији је 4. августа рекао да би се Италија могла придружити Антанти у замјену за Трентино, Валону и доминантан положај у Јадрану. Вјерујући да би такав потез Италија подстакао Румунију да се придружи Антанти и стане против Аустроугарске, руски министар спољних послова Сергеј Сазонов је наставио преговоре. Британски министар спољних послова Едвард Греј је подржао ту идеју; рекао је да тврдњи треба додати Трст као потенцијално важан за придобијање италијанског јавног мњења о ступању у рат.
Италијански амбасадор у Уједињеном Краљевству Гуљелмо Империјали, представио је Греју италијанске услове, али Греј није сматрао да би разговори могли да доведу до практичних резултата. Рекао је Империјалију да Британије неће даље разматрати ова питања док се Италија не обавеже да ће се придружити Антанти. По Грејевим упутствима, Ренел Род, британски амбасадор у Италији, питао је италијанског премијера Антонија Саландру да ли Италија може да ступи у рат. Саландра је обавијестио Рода да је то у том тренутку немогуће и да би сваки прерани покушај напуштања неутралности угрозио сваку перспективу будућег савеза. Сазонов је такође обавјештен, а Русија је одустала од тога.
Мотиви отварања Антанте ка Италији и италијанско премишљање о уласку у рат били су потпуно опортунистички. Антанта је Њемачку видјела као главног непријатеља и намјеравала је натјерати да одврати неке од својих снага са постојећих бојишта. У основи, Италија и силе Антанте имали су различите интересе. Италија је увидјела прилику да испуни иредентистичке циљеве ка Аустроугарској, да стекне доминантан положај у јадранском басену и да прошири своје колонијалне посједе. У почетку је већина италијанске јавности била за неутралност, али су се образовале скупине у сваком политичком спектру које су заговарале експанзионистички рат против Аустроугарске. Најватреније присталице рата биле су иредентистичке скупине, као што су Тренто и Трст (итал. Trento e Trieste) на челу са Ђованијем Ђуријатијем или Алфредом Роком, који су рат видјели као прилику за етничку борбу против сусједног јужнословенског становништва.

### Окупација Валоне
Саландра и његов министар спољних послова Антонино Патерно Кастело нису у потпуности прекинули преговоре. Искористили су наредне мјесеце да сачекају прилику, да у погодном тренутку повећају захтјеве Италије у највећем обиму. Било је покушаја да се поново покрену преговори у Лондону 16. септембра, када је Кастело рекао Роду да Британци и Италијани имају заједничке интересе у спрјечавању ширења словенских домена под руским утицајем на запад — посебно спрјечавањем словенског утицаја на Јадрану, гдје су иредентисти полагали право на Далмацију. Док је Кастело наложио Империјалију да Британцима пренесе да Италија неће доносити одлуке о промијени своје неутралности прије него што Антанта прихвати њихове услове, Греј је инсистирао да се Италија прво обавеже на придруживање Антанти и преговори су поново пропали.
Нарочито противљење италијанској претензији на Далмацију дошло је од Сталног подсекретар за спољне послове Артура Николсона који је примјетио да је Сазонов у праву када тврди да се Далмацију жели ујединити са Хрватском и Славонијом. Додао је да би, ако би Далмација била припојена Италији, она наслиједила проблем који је имала Аустроугарска — да има бројно јужнословенско становништво које тежи независности.
Ипак, Кастело је успио да добије британску подршку за италијанску окупацију Валоне. Овај потез је направљен као припрема за италијанску интервенцију и осмишљен да италијанској влади пружи одређени престиж. Очекујући противљење Сазонова, Кастело је замолио Греја да примора Русе да одобре чин без икаквих уступака заузврат као неопходно зло да би се Италија привукла на страну Антанте.

### Сонино мијења Кастала
Крајем октобра било је покушаја да се Италија примора да интервенише у очекиваном османскон нападу на Суецки канал. Сазонов је упозорио Греја да не нуди Далмацију у замјену, док је Греј одговорио да таква понуда није дата јер је канал отворен за саобраћај и у интересу Италије.
Питањем италијанског савезништва су се у новембра позабавили Кастелов насљедника Сидни Сонино и Род. Сонино је предложио необавезујући споразум који би се у погодном тренутку могао претворити у обавезујући. Иако су слични приједлози његовог претходника одбијени, Род је преко својих контаката у италијанској влади обавијештен да су италијанске оружане снаге спремне да интервенишу до фебруара 1915, што је навело Рода да подстакне Греја да размотри приједлог.
Након тога, Саландра и Сонино су водили преговоре са Централним силама у очигледном покушају их задрже подаље, док не буду могући даљи преговори са Антантом. Ови разговори су пропали 15. фебруара 1915. године. Сљедећег дана, Сонино је послао Империјалију конкретан списак услова наведених у шеснаест тачака неопходних да Италија уђе у рат.

### Савезништво са Бугарском
Док су земље Антанте преговарале са Италијом, истовремено су водиле дипломатске напоре у циљу придобијања Бугарске у савез (или барем пријатељску неутралност). Ово стање је довело до сукоба територијалних претензија које су потраживале Италија и Србија. Наиме, додјељивање Далмације Италији у великој мјери би блокирало излаз на Јадран који је понуђен Србији (поред Босне и Херцеговине) као одштета за цесију већег дијела Вардарске Македоније Бугарској, коју је Антанта тражила као мамац за Бугарску. Сазонов је желио да појача понуду Србији и непосредно Бугарској гарантовањем таквог излаза Србији, али је Греј блокирао иницијативу — тврдећи да је савез са Италијом важнији.
Средином фебруара, након почетка Галипољског похода, Британци су били увјерени да ће Бугарска ући у рат на страни Антанте за неколико недјеља, сигурана у своју побједу. Иако је радила на томе да Бугарску укључи, Русија је била забринута да би бугарске и грчке снаге могле заузети Константинопољ, како би потиснуле Русију из регије упркос томе што јој је Антанта обећала контролу над градом. Сонино је видио комбиновани улазак Бугарске и Грчке у рат, као догађај који би вјероватно обезбједио побједу Антанте на Балкану. Империјали је 4. марта обавијестио Греја да ће Италија ступити у рат и изложио му шеснаест услова, инсистирајући на сузбијању словенског напредовања ка западу.

### Руске претензије на Константинопољ
Греј је примјетио да су италијанске претензије биле претјеране, али и да нису у супротности са британским интересима. Такође је сматрао да би недавне руске тврдоглаве примједбе против грчког напада ради заузимања Константинопоља могле бити превазиђене додавањем италијанских трупа, и да би италијанско учешће у рату убрзало одлуку Бугарске и Румуније — за које се још чекало да се придруже рату.
Сазонов се противио било каквој италијанској улози везаној за Константинопољ — видећи то као пријетњу руској контроли над градом који су обећали савезници у замијени за руске губитке у рату. То је навело Греја да добије формално признање руског права на град од стране Одбора империјалне одбране и Француске — што је навело Сазонова да прећутно пристане на споразум са Италијом, осим што неће пристати да Италија заузме јадранску обалу јужно од Сплита и све док италијанске трупе не учествују у заузимању Црноморских мореуза.
Греј је сматрао да је захтјев везан за Црноморске мореузе прихватљив, јер Британци никада нису очекивали да ће Италија учествовати у походу на Константинопољ. Највећи дио италијанских претензија, везан са стицање Трентина, Трста и Истре, вјероватно би изазвао протесте против предаје претежено словенских територија Италији, које би предводио Франо Супило — доминантна личност у Југословенском одбору, који се залагао за интересе Јужних Словена у Аустроугарској. С друге стране, српски премијер Никола Пашић и Сазонов су то сматрали прихватљивим. Иако је Нишка декларација о српским ратним циљевима позивала на борбу за ослобођење и уједињење „неслободне браће”, у служби „Српско-Хрватског и Словеначког Племена”, односно Срба, Хрвата и Словенаца, као средство за привлачење подршке Јужних Словена који су живјели у Аустроугарској, Пашић је првенствено био посвећен остварењу Велике Србије. Сазонов је пристао, додајући да нема шта да каже у име Хрвата и Словенаца и да не би одобрио да се руске снаге боре „пола дана” за слободу Словенаца.

### Посљедњих шест седмица преговора
Без обзира на то, преговори су се продужили на шест седмица због несугласица, јер је Сазонов и даље имао приговор на размјере италијанских територијалних добитака у Далмацији. Италијанске претензије на Далмацију до ријеке Неретве, укључујући полуострво Пељешац и сва јадранска острва нису биле засноване на самоопредјељењу, већ на безбједносним забринутостима у будућем рату — пошто су италијански преговарачи тврдили да би Русија могла да окупира обалу под аустоугарском контролом, док Италија није имала одбрамбену луку на западној обали Јадрана. Одбор империјалне одбране је био забринут због пораста руске поморске моћи у Средоземљу и могуће је, иако нема непосредних доказа, да је то утицало на британску подршку италијанским претензијама у Јадрану — као средство да се то ускрати Русији.
У нади да ће постићи дипломатски продор у обезбјеђивању савеза са Бугарском, Румунијом и Грчком, Греј је Сонинових шеснаест тачака претворио у нацрт споразума и прослиједио га Русији, упркос протестима Југословенског одбора. Сазонов се успротивио нацрту споразума и одбацио италијанску понуду Дубровника као луке за Јужне Словене, јер му недостају путеви унутрашњег транспорта. Сазонов је уз то тражио и Сплит као бољу луку и противио се траженој демилитаризацији обале која припада Црној Гори. Греј је сачинио документ, узимајући у обзир примједбе Русије и прослиједио га Империјалију, али је Сонино запријетио да ће прекинути преговоре због разлика.
Застој је прекинуо француски министар спољних послова Теофил Делкасе, који је био спреман да плати сваку цијену да би склопио савез са Италијом, вјерујући да ће то довести до савеза и са Бугарском, Грчком и Румунијом. Делкасе је предложио смањење италијанске претензије на Далмацију у корист Србије, у замјену за неограничено посједовање острва Додеканез. Иницијатива је успјела, јер је Руска императорска армија изгубила иницијативу у Карпатима, а њен врховни заповједник велики кнез Николај је обавијестио Сазонова да ће бити потребна хитна италијанска и румунска подршка да би се иницијатива повратила. Као одговор, Сазонов је прихватио приједлог који је представио Делкасе, инсистирајући да Италија ступи у рат до краја априла, а препуштајући британском премијеру Херберту Х. Асквиту да одлучи о свим питањима везаним за демилитаризацију. Асквит је сачинио нацрт споразума 9. априла и Сонино га је прихватио са мањим амандманима пет дана касније. Споразум су 26. априла потписали Греј у име Уједињеног Краљевства, Пол Камбон у име Француске, Империјали у име Италије и Александар Бенкендорф у име Русије.

## Услови
Чланом 1. споразума предвиђа се закључење војног споразума којим ће се гарантовати број трупа које ће Русија супротставити Аустроугарској, како би се спријечило да концентрише све своје трупе против Италије. Чланом 2. се захтјева да Италија уђе у рат против свих непријатеља Уједињеног Краљевства, Русије и Француске, а чланом 3. француска и британска ратна морнарица су обавезане да подрже италијанске ратне напоре уништавањем аустроугарске флоте.
Чланом 4. споразума утврђено је да Италија добија Трентино и Јужни Тирол одређивањем нове италијанско-аустријске граничне линије између Пиз Умбраила и Добијака и нове источне границе која иде од Тарвизија на сјеверу до обале у Кварнерском заливу, остављајући Ријеку изван италијанске територије.
Чланом 5. је Далмација додијељена Италији — конкретно дио сјеверно од линије која иде сјевероисточно од рта Плоче — укључујући градове Задар и Шибеник, као и слив ријеке Крке и њених притока на италијанској територији. По члану су Италији додијељена и сва аустроугарска јадранска острва осим Брача, Шолте, Чиова, Дрвеника Малог, Древеника Великог, Крка, Раба, Првића, Светог Гргура, Голог отока, Јакљана и Колочепа. У члану је прецизирано да је преостала обала између Ријеке и ријеке Дрим додијељена Хрватској, Србији и Црној Гори.
Даље, чланом 5. је захтијевана демилитаризација обале између рта Плоче и ријеке Војуше, уз изузетак појаса између Пељешца и тачке 10 км југоисточно од Дубровника и црногорске територије, гдје су војне базе биле дозвољене према предратним аранжманима. Циљ демилитаризације је био да Италији обезбиједи војну доминацију у регији. Обала између тачке 10 км југоисточно од Дубровника и ријеке Дрим требало је да буде подијељена између Србије и Црне Горе. Члановима 4. и 5. Италији је предато 200.000 говорника њемачког језика и 600.000 Јужних Словена.
Члановима 6. и 7. Италији је додијељен пун суверенитет над Валоном, острвом Сазан и околном територијом неопходном за одбрану — захтијевајући од ње да напусти појас земље западно од Охридског језера како би се омогућило разграничење између Грчке и Србије. Италија је требала да представља Албанију у спољним односима, али је такође била обавезна да пристане на њену подјелу између Србије, Црне Горе и Грчке, ако Уједињено Краљевство, Француска и Русија тако одлуче. Чланом 8. Италији је дат пун суверенитет над Додеканеским острвима.
Одредбе које су детаљно описивале територијалне добитке изван Европе биле су упоредиво нејасније. Чланом 9. Италији је обећана територија у подручје Анталије у потенцијалном подјели Османског царства, док су јој чланом 10. дата права која су припадала султану у Либији према Ушијевом миру. Чланом 13. Италији је обећана надокнада ако француска или британска колонијална империја остваре територијалне добитке против њемачке колонијалне империје у Африци. У члану 12, Италија је подржала силе Антанте у подршци будућој контроли Меке и Медине од стране независне муслиманске државе.
Чланови 11. и 14. обећавали су удио у свакој ратној одштети и зајам Италији у износи од 50 милиона стерлинг фунти. Чланом 15. је обећана подршка Антанте италијанском отпору укључивања Свете столице у било какво рјешавање питања која су покренула рат, а члан 16. је предвиђао да се споразум чува и тајности.

## Посљедице

### Одговор
Иако је споразум требао бити тајан, нацрт његових одредби постао је познат Југословенско одбору и његовим присталицама у Лондону крајем априла 1915. године. Србија и Југословенски одбор су због тога оштро протестовали у пријестоницама Антанте. Пашић је осудио непоштовање принципа самоопредјељења на коме је почивала Нишка декларација и изостанак консултација са Србијом. Захтијевао је од Антанте да се уздржи од склапања споразума са Мађарском или Румунијом о границама од интереса за Хрватску, а да се претходно не посавјетује са Србијом, као и да тражи гаранције за будућу политичку заједницу Срба, Хрвата и Словенаца. Пашић је свој приједлог телеграфисао Греју из привремене ратне пријестонице Ниша, преко британског амбасадора Чарлса Луија дес Граза. Међутим, Греј је одбио оба захтјева. Предсједавајући Југословенског одбора Анте Трумбић се састао са Грејевим замјеником Робертом Кру-Милнсом тражећи подршку за уједињење Хрватске и Славоније, Истре и Далмације, а потом и за политичко уједињење са Србијом. Вијест о споразуму је такође приморала Југословенски одбор да мање критички гледа на српске захтјеве у погледу начина политичког уједињења Јужних Словена, јер је постало јасно да ће јединство Хрвата и јединство Словенаца зависи од успјеха Србије. Цјелокупан текст споразума објавили су бољшевици послије Октобарске револуције. Пашић и Трумбић су 1917. водили преговоре и договорили Крфску декларацију, у којој је представљен план за послијератно уједињење Јужних Словенаца у циљу супротстављања италијанским територијалним претензијама зацртаним у Лондонском споразуму.
Грејева политика и споразум били су изложени критици у британској штампи. Рани примјер такве критике била је „Национална заједница Јужних Словена и Јадранско питање” (енгл. The National Union of South Slavs and the Adriatic Question) коју је написао Артур Еванс, а објављена је у априлу 1915. године. Еванс је описао споразум као манифестацију италијанских шовинистичких амбиција против Далмације, што је изазвало кризу. Еванс је проширио своје критике у чланку „Италија и Далмација” (енгл. Italy and Dalmatia) који је објавио The Times 27. априла. Евансу су се придружили историчари Роберт Сетон-Вотсон и Викам Стид, који су италијанске претензије описали као апсурдне, а Грејеву политику као неправедну. Греј је узвратио понављањем да ће Србија у случају побједе у рату добити територије од Аустроугарске, што ће омогућити њено проширење.

### Даљи ток рата
Посљедњих недјеља прије ступања у рат, у Италији су се водиле унутрашње борбе. Национални жар је појачан говорима Габријела Д’Анунција — позивања на рат као мјерила националне вриједности и подстицања насиља над неутралистима и бившим премијером Ђованијем Ђолитијијем, који је био за неутралност. Овај период је постао познат као блистави дани.
Италијанска влада је 22. маја 1915. одлучила да покрене Италијански фронт, објавом рата Аустроугарској. Тиме је игнорисан захтјев из члана 2. да се води рат против свих чланица Централних сила. Француска је оптужила Италију за кршење Лондонског споразума, а Русија је спекулисала о потенцијалном постојању споразума о ненападању између Италије и Њемачке. Као одлука за непоштовање споразума наводи се неспремност војске. Неуспјех у објављивању рата другим чланицама Централних сила, нарочито Њемачкој, довело до изолације Италије међу силама Антанте. Након притисака Антанте и унутрашње политичке борбе, 20. августа је објављен рат Османском царству. Италија је објавила рат Њемачкој тек 27. августа 1916. године.  Централне силе су Италију скоро поразиле 1917, у бици код Кобарида. Послије великог повлачења, италијанске снаге су успјеле да се опораве и поврате годину дана касније у бици код Виторија Венета у којој је на обје стране страдало 600.000 људи, што је довело до друштвене немире у земљи и тешког оштећења привреде. Према одредбама примирја у Вили Ђусти, Италији је дозвољено да окупира аустроугарску територију која јој је обећана Лондонским споразумом — на чије дијелове је полагала право и дипломатски непризната Држава Словенаца, Хрвата и Срба. Италијанске трупе су почеле да се крећу ка тим подручјима 3. новембра, а у Ријеку су ушле 17. новембре, док их је испред Љубљане зауставила одбрана коју је организовао град и батаљон српских ратних заробљеника.
Улазак Италије у рат није приморао Бугарску да се придружи Антанти, јер је постала опрезнија у погледу даљег развоја догађаја након раних британских и француских неуспјеха код Галипоља. Након њемачког заузимања Каунаса у Литванији крајем јуна током руског повлачења, Бугарска је била увјерена да ће Антанта изгубити рат. У августу су силе Антанте послале ноту Пашићу, обећавајући територијалне добитке у замјену за територијалне уступке Бугарској у Вардарској Македонији. У ноти су обећана Босна и Херцеговина, Срем, Бачка, јадранска обала од рта Плоче до тачке 10 км југоисточно од Дубровника, далматинска острва која нису припадала Италији и Славонија ако их Антанта војно заузме. На Сонинов захтјев, Пашићу није понуђена ужа Хрватска. Пашић је пристао, нудећи да Бугарској уступи дио Вардарске Македоније, углавном на линији договореној 1912. на крају Првог балканског рата, али је тражио даље територијалне добитке — додавање уже Хрватске и Баната. Словеначке земље које нису обећане Италији су изгледа требале да остану у Аустроугарској. Бугарска се 6. октобра придружила Централним силама и пет дана касније напада Србију.

### Споразум у Сен Жан де Морјену
О подјели Османског царства расправљале су силе Антанте на двије конференције у Лондону у јануару и фебруару 1917. и у Сен Жан де Морјену у априлу 1917. године. Иако је било очигледно да се италијански интереси сукобљавају са британским и француским, италијански представници су инсистирали на испуњењу обећања датог Лондонским споразума из 1915. у регији Анталије. Да би појачали пропорционалност добитака Италије у односу на њихове савезнике, Италијани су захтјеву додали Конијски и Адански вилајет. Већина италијанских захтјева прихваћена је споразумом у Сен Жан де Морјену. Французи су ипак тражили да Русија потврди споразум — што се показало немогућим након Руске револуције.

### Париска мировна конференција
Одредбе Лондонског споразума била су главна тачка спора између Италије и преосталих сила Антанте на Париској мировној конференцији. Главни представник Италије, премијер Виторио Орландо и Сонино тражили су спровођење Лондонског споразума, ослањајући се на примјену безбједносног принципа и припајања Ријеке на основу самоопредјељења. Британци и Французи не би јавно подржали било какве претензије које су веће од оних које су предвиђене споразумом, док је због приватног држања Италија имала мале заслуге због свог резервисаног става према Њемачкој у раним етапама рата.
Французи и Британци су дозволили предсједнику Сједињених Држава Вудроу Вилсону да преиспита италијанске амбиције на Јадрану, заговарајући самоопредјељење тог подручја у складу са деветом тачком његових Четрнаест тачака. Вилсон је сматрао да је Лондонски споразум симбол перфидности европске дипломатије. Споразум је прогласио неважећим примјером правне доктрине clausula rebus sic stantibus због суштинских промјена околности након распада Аустроугарске. Док су британски и француски представници остали пасивни по том питању, Вилсон је 24. априла 1919. објавио манифест у коме је објашњавао своје принципе и апеловао на осјећај за праву међу Италијанима. Орландо и Сонино су напустили конференцију у знак протеста, а у Италији су слављени као прваци националне части. Чак и након повратка 7. маја, одбили су да предузму било какву иницијативу, очекујући помирљиву понуду од Савезника. У одсуству италијанске делегације, Французи и Британци су одлучили да пониште споразум у Сен Жан де Морјену због недостатка руске сагласности и да не би испоштовали било које италијанске претензије у Анадолији или Африци.
Орландо и Сонино су имали различите ставове у вези претензија на источну обалу Јадрана. Орландо је био спреман да одустане од Далмације, с изузетком Задра и Шибеника, док је инсистирао на припајању Ријеке. Сонино је имао супротно мишљење. То је довело до усвајања нашироко објављиваног слогана „Лондонски споразум плус Ријека” — и захтијевања обећања према Лондонском споразуму, а Ријеке да постане предмет италијанске националне части. Коначно, италијанска освајања на источној обали Јадрана било је ограничено на Јулијанску крајину, Истру и неколико острва. Ријека је добила статус независног града — након преговора Орланда и Трумбића. Италијански добици су укључивали корекције граница према Лондонском споразуму око Тарвизија, како би се Италија омогућила непосредна жељезничка веза са Аустријом. Британски премијер Дејвид Лојд Џорџ на простору Далмације је подржао само давање статуса слободног града Задру и Шибенику, док је француски премијер Жорж Клемансо подржао само такав статус Задра. Према тајном споразуму Венизелос—Титони, Италија се одрекла својих претензија на Додеканеска острва осим Родоса у корист Грчке, док су се обје земље сложила да подржавају међусобне претензије у подјели Албаније.

### Осакаћена побједа
Орландова и Синонова неспособност да обезбиједе територију обећану Лондонским споразумом или Ријеку, произвела је осјећај да Италија губи мир. Патриотски жар је уступио мјесто националистичком негодовању и влада се сматрала неспособном да брани националне интересе. Орландов насљедник на дужности премијера, Франческо Саверио Нити, одлучио је да повуче италијанске трупе из Ријеке и преда град међусавезничкој војној команди. То је навело Д’Анунција да поведе снаге које се састоје од ветерана и побуњених војника (уз подршку редовних трупа распоређених у пограничном подручју) у ономе што је постало познато као Кварнерски напор (итал. Impresa di Fiume) до успјешног заузимања Ријеке. Д’Анунцио је прогласио италијанско намјесништво за Кварнер у граду, а сам систем власти утицао је на развој фашизма. Постао је модел за алтернативни парламентарни поредак који су тражили фашисти.
Кварнерски напор је довео до пада Нитијеве владе под притиском Италијанске социјалистичке партије, Д’Анунција и Бенита Мусолинија. Нитијевог насљедника Ђолитија и „демократске одрицатеље” далматинског насљеђа потом су критиковали националисти. Д’Анунцио је ту оптужбу формулисао слоганом „Наша побједа, неће бити осакаћена”, позивајући се на обећање Далмације дато Лондонским споразумом, неуспјех припајања „потпуно италијанског” града Ријеке и осујећену превласт над Јадраном, као стање које је обесмислило италијанско учешће у рату. Према његовом виђењу тако је настао мит о осакаћеној побједи.
Послије побуне Берсаљера од 25. до 28. јуна 1920, албанске снаге су изнудиле евакуацију гарнизона распоређеног у Валони током рата 1920. године. Италија је задржала само острво Сазан, а споразумом Венизелос—Титони се одрекла и умјесто тога гарантовала независност Албаније у границама из 1913. године. Италија је непосредно ступила у контакт са Краљевином Срба, Хрвата и Словенаца ради постизања компромиса о границама на источној обали Јадрана.  Граница је уређена Рапалским споразумом, којим су Италији додијељене Истра и Јулијска крајина, као и град Задар као италијанска енклава у Далмацији, заједно са низом острва. Ђолити је наредио италијанској морнарици да протјера Д’Анунција из Ријеке, а град је постао Слободна Држава Ријека према одредбама Рапалског споразума. Обухватала је насеља на граници територије која је додијељена Италији на висоравни Снежник, сјеверно од Ријеке и појаса земље између града и Истре под контролом Италије. Рапалским споразум се око 350.000 Словенаца и Хрвата нашло у Италији.